# Araniella opisthographa

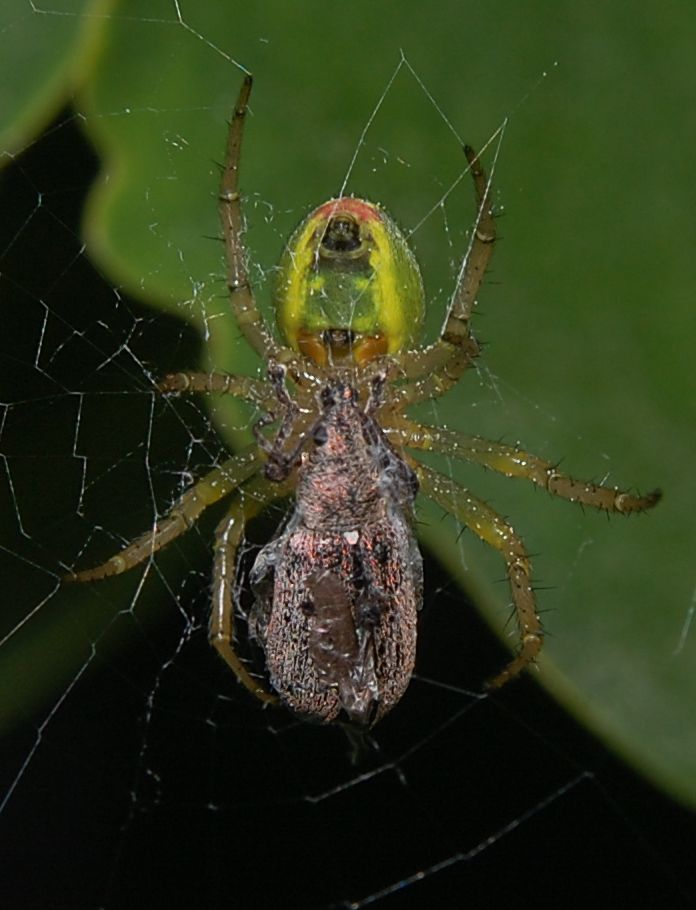
Weibchen im Netz mit erbeutetem Rüsselkäfer

Araniella opisthographa ist eine Spinnenart aus der Familie der Echten Radnetzspinnen (Araneidae). Die Art ist in Mitteleuropa weit verbreitet und relativ häufig.

## Merkmale
Die Weibchen erreichen eine Körperlänge von 4,5–8,5 mm, die Männchen 3,5–4,5 mm. Beim Weibchen sind Vorderkörper (Prosoma) und Beine einfarbig beigebraun. Der Hinterleib (Opisthosoma) ist oberseits glänzend gelblich-grün und auf beiden Seiten der Mittellinie befinden sich vier bis fünf schwarze, kleine Vertiefungen. Die ausgewachsenen Tiere haben am Ende des Hinterleibes über den Spinndrüsen einen roten Fleck.
Männchen sind deutlich kontrastreicher gefärbt. Das ebenfalls beigebraune Prosoma ist meist breit dunkel gerandet, die Beine sind auf beigen Grund breit rot und schwarz geringelt und außerdem stark beborstet.
Araniella opisthographa ist von der extrem ähnlichen und in Mitteleuropa ebenfalls vorkommenden Kürbisspinne nur genitalmorphologisch unterscheidbar.

## Verbreitung und Lebensraum
Das Verbreitungsgebiet von A. opisthographa ist im Wesentlichen auf die südwestliche Paläarktis beschränkt und reicht in Ost-West-Richtung von Irland und Portugal bis in den Westen Sibiriens und in Nord-Süd-Richtung von Skandinavien bis Israel und weiter östlich nach Süden bis in den Norden Afghanistans. Das Verbreitungsgebiet umfasst die gemäßigte bis mediterrane Zone. Die Art fehlt in Europa im Osten in Teilen des Baltikums, in Belarus und in Rumänien. In Deutschland ist die Art flächendeckend verbreitet.
Die Art bewohnt in Mitteleuropa vor allem mäßig trockene bis trockene Laub- und Nadelwälder und deren Ränder und kommt sowohl in der Krautschicht als auch in den Kronen von Sträuchern und Bäumen vor.

## Lebensweise
Die Netze haben einen Durchmesser von etwa zehn Zentimetern und werden schräg bis waagerecht meist in einer Höhe von etwa drei Metern angelegt. Die Weibchen sitzen meist in der Netzmitte. Die adulten Männchen suchen Netze von weiblichen Tieren und warten dort, bis das Weibchen paarungsbereit ist.

## Gefährdung
Die Art ist weit verbreitet und in geeigneten Habitaten mittelhäufig. Sie wird in Deutschland in der Roten Liste als „ungefährdet“ eingestuft.